# Schizomus crassicaudatus
Espèce
Synonymes
- Nyctalops crassicaudata Pickard-Cambridge, 1872
- Nyctalops tenuicaudata Pickard-Cambridge, 1872

Schizomus crassicaudatus est une espèce de schizomides de la famille des Hubbardiidae.

## Distribution
Cette espèce est endémique du Sri Lanka,. Elle se rencontre vers Peradeniya.
Elle a été observée dans une serre à Paris.

## Publication originale
- O. Pickard-Cambridge, 1872 : On a new family and genus and two new species of Thelyphonidea. Annals and Magazine of Natural History, sér. 4, vol. 10, p. 409–413 (texte intégral).